# Enrique Rodríguez (pugile)
Enrique Rodríguez Cal (Candás, 19 novembre 1951 – Avilés, 23 novembre 2022) è stato un pugile spagnolo.

## Palmarès

### Olimpiadi
- 1 medaglia:
  - 1 bronzo (Monaco di Baviera 1972 nei pesi mosca leggeri)

### Mondiali dilettanti
- 1 medaglia:
  - 1 bronzo (L'Avana 1974 nei pesi mosca leggeri)